# No Rancho Fundo
No Rancho Fundo é um samba-canção resultado da parceria de Ary Barroso com Lamartine Babo, muito embora a melodia seja uma composição anterior do próprio Ary Barroso, que recebeu então letra de J. Carlos e que foi intitulada "Na Grota Funda". Impressionado com a música, Lamartine Babo escreveu novos versos e a batizou de "No Rancho Fundo", apresentando-a com o Bando de Tangarás no dia seguinte na Rádio Educadora, sem pedir licença ao autor.
Após várias versões feitas ao longo dos anos, como as de Os Maracajás, Miltinho, Isaurinha Garcia, Eduardo Araújo, Francisco Petrônio e Dilermando Reis, a canção conseguiu sua mais popular versão em 1989, quando a dupla Chitãozinho & Xororó gravou em seu LP Os Meninos do Brasil, entrando na trilha sonora nacional da telenovela Tieta, tornando-se canção que não faltaria no repertório dos shows ao longo dos anos.

## Versões
- 1931: Elisa Coelho (compacto 33444 lado A, RCA Victor)
- 1939: Sílvio Caldas (compacto 34496, lado B)
- 1948: Isaurinha Garcia
- 1955: Ary Barroso (disco Encontro Com Ary, Copacabana)
- 1956: João Donato & Seu Conjunto (disco Chá Dançante, Odeon)
- 1957: Bola Sete (disco Aqui Está Bola Sete)
- 1968: Os Maracajás (disco Gatos Bravos)
- 1970: Miltinho (disco Miltinho e a Seresta, Odeon)
- 1971: Eduardo Araújo (disco homônimo, Odeon)
- 1972: Francisco Petrônio e Dilermando Reis (disco Uma Voz e Um Violão em Serenata: Volume 6, Continental)
- 1981: César Camargo Mariano e Hélio Delmiro (disco homônimo, EMI-Odeon)
- 1988: Ná Ozzetti, disco homônimo, Records
- 1988: Renê & Ronaldo (disco homônimo, RGE)
- 1989: Chitãozinho & Xororó (disco Os Meninos do Brasil, PolyGram/Philips)
- 1989: Guto & Halley (disco homônimo, Copacabana)
- 1990: Emílio Santiago (disco Aquarela Brasileira 3, Som Livre)
- 1991: Elizeth Cardoso e Raphael Rabello (disco Todo o Sentimento, Columbia)
- 1991: Ney Matogrosso e Raphael Rabello (disco À Flor da Pele, Som Livre)
- 1991: José Pinhal (disco Vol.3, Nova Força)
- 1993: Nelson Gonçalves (disco Isto É Brasil, BMG Music)
- 1994: Gal Costa e Raphael Rabello (disco Ary Barroso Songbook: Vol. 1, Lumiar)
- 1998: Renato Teixeira (disco Ao Vivo No Rio - 30 Anos de Romaria, Kuarup)
- 2009: Fábio Jr. (disco Romântico, Sony Music)
- 2010: Chitãozinho & Xororó, participação de Daniel (disco 40 Anos - Entre Amigos, Radar Records)
- 2010: Yamandu Costa, participação de Dominguinhos (disco Lado B, Biscoito Fino)
- 2010: Mikas Cabral (disco Kizomba Sertanejo, Vidisco)
- 2011: Chitãozinho & Xororó, participação de Maria Gadú (disco 40 Anos - Sinfônico, Universal Music)
- 2014: César Menotti & Fabiano (disco Memórias Anos 80 & 90, Som Livre)
- 2014: Paula Fernandes (disco Um Barzinho, um Violão - Novelas Anos 80, Vol. 2, Zeca Pagodiscos/Universal)
- 2016: António Zambujo e Miguel Araújo (disco 28 Noites Ao Vivo Nos Coliseus, CD1, Universal) *Belíssima Versão, Incrível Versão
- 2017: Chitãozinho & Xororó, participação de Anavitória (disco Elas Em Evidências, Universal Music)
- 2024: Elba Ramalho e Natascha Falcão (tema de abertura da telenovela com o mesmo nome)